# زیمون لاودر
زیمون لاودر (به آلمانیSimone Laudehr:، زادهٔ ۱۲ ژوئیه ۱۹۸۶) بازیکن فوتبال اهل کشور آلمان است. او در پست هافبک میانی برای تیم‌های فرانکفورت و تیم ملی فوتبال زنان آلمان بازی می‌کند.

## پیشه

### باشگاهی
لاودر کار خود را در سه سالگی و با باشگاه فوتبال تگرنهایم آغاز کرد. در سال ۱۹۹۶ و پیش از بازی کردنش برای یک فصل در تیم بایرن مونیخ وی به باشگاه فوتبال رگنسبورگ پیوست. با پیوستنش به بایرن وی اولین حضور خود را در بوندس‌لیگا تجربه کرد. لاودر در سال ۲۰۰۴ به تیم اف سی آر ۲۰۰۱ دویسبورگ ترانسفر شد و همراه با این تیم برای پنجمین بار نایب قهرمان بوندس لیگا شد که شامل چهار فصل پیاپی از سال ۲۰۰۵ تا ۲۰۰۸ می‌شد. او با دویسبورگ دو بار قهرمان جام حذفی فوتبال آلمان شد و همین‌طور لیگ قهرمانان اروپا را در فصل ۲۰۰۹–۲۰۰۸ بدست آورد. برای فصل ۲۰۱۳–۲۰۱۲ زیمون به تیم اف. اف. سی فرانکفورت پیوست. او قرارداد خود را با این تیم در تاریخ ۲۱ آوریل ۲۰۱۵ تا فصل ۱۷–۲۰۱۶ تمدید کرد.

### بین‌المللی

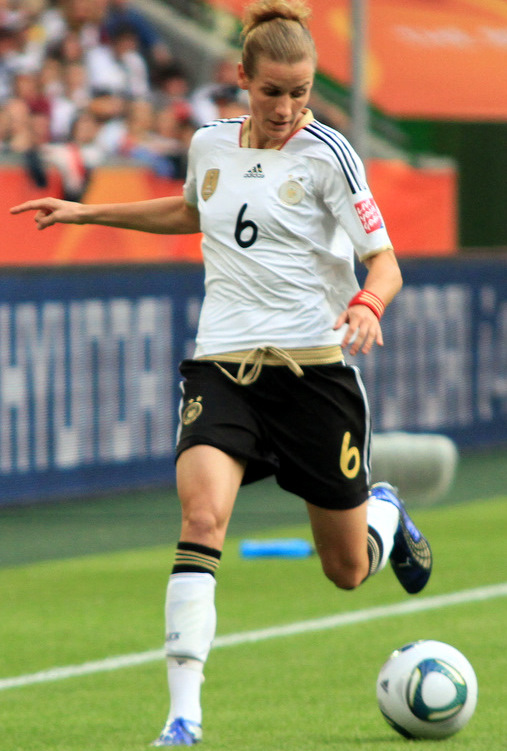
لاودر با پیراهن تیم ملی فوتبال آلمان در سال ۲۰۱۱

لاودر در لیگ قهرمانان اروپا زیر ۱۹ سال زنان و در سال ۲۰۰۴ همراه با تیم آلمان نایب قهرمان شد؛ و پس از آن در همان سال قهرمان جام جهانی فوتبال زنان زیر ۲۰ سال شد. او اولین بازی خود را برای تیم ملی بزرگسالان آلمان در ژوئیه ۲۰۰۷ و در مقابل تیم دانمارک انجام داد. تنها دو ماه بعد از آن او یکی از اعضای تیم ملی فوتبال آلمان در رقابت‌های جام جهانی فوتبال زنان ۲۰۰۷ بود. او برای پنج مسابقه در ترکیب اصلی تیم از ابتدای بازی قرار داشت؛ که یکی از آن‌ها شامل فینال جام جهانی نیز می‌شد که وی موفق به گلزنی در دقیقه ۸۶ شد و باعث پیروزی ۰–۲ آلمان شد که این گل بعدها با رای‌گیری به عنوان گل ماه انتخاب شد.
یک سال پس از آن او همراه تیم آلمان موفق به کسب مدال برنز المپیک ۲۰۰۸ شد و یکی از اعضای تیم ملی بود که برای هفتمین بار عنوان قهرمانی جام یوفا ۲۰۰۹ را بدست آورد. او برای حضور در تیم ملی در برای بازیهای جام جهانی فوتبال زنان ۲۰۱۱ نیز فراخوانده شد.

#### گل‌های بین‌المللی
Scores and results list Germany's goal tally first:
| گل‌های لاودر برای تیم ملی آلمان | گل‌های لاودر برای تیم ملی آلمان | گل‌های لاودر برای تیم ملی آلمان   | گل‌های لاودر برای تیم ملی آلمان | گل‌های لاودر برای تیم ملی آلمان | گل‌های لاودر برای تیم ملی آلمان | گل‌های لاودر برای تیم ملی آلمان                   |
| #                              | تاریخ                          | مکان                             | حریف                           | گل                             | نتیجه                          | رقابت                                            |
| ------------------------------ | ------------------------------ | -------------------------------- | ------------------------------ | ------------------------------ | ------------------------------ | ------------------------------------------------ |
| ۱.                             | ۲ اوت ۲۰۰۷                     | گرا، آلمان                       | چک                             | 2–0                            | ۵–۰                            | دوستانه                                          |
| ۲.                             | ۳۰ سپتامبر ۲۰۰۷                | شانگهای، چین                     | برزیل                          | 2–0                            | ۲–۰                            | جام جهانی فوتبال زنان ۲۰۰۷                       |
| ۳.                             | ۱۵ اوت ۲۰۰۸                    | شن‌یانگ، چین                      | سوئد                           | 2–0                            | ۲–۰                            | المپیک تابستانی ۲۰۰۸                             |
| ۴.                             | ۲۵ ژوئیه ۲۰۰۹                  | زینسهایم، آلمان                  | هلند                           | 5–0                            | ۶–۰                            | دوستانه                                          |
| ۵.                             | ۲۷آگوست ۲۰۰۹                   | تامپره، فنلاند                   | فرانسه                         | 5–1                            | ۵–۱                            | مسابقات زنان جام یوفا ۲۰۰۹                       |
| ۶.                             | ۷ سپتامبر ۲۰۰۹                 | هلسینکی، فنلاند                  | نروژ                           | 1–1                            | ۳–۱                            | مسابقات زنان جام یوفا ۲۰۰۹                       |
| ۷.                             | ۱۷ فوریه ۲۰۱۰                  | دویسبورگ، آلمان                  | کرهٔ شمالی                      | 2–0                            | ۳–۰                            | دوستانه                                          |
| ۸.                             | ۷ ژوئن ۲۰۱۱                    | آخن، آلمان                       | هلند                           | 2–0                            | ۵–۰                            | دوستانه                                          |
| ۹.                             | ۱۶ ژوئن ۲۰۱۱                   | ماینتس، آلمان                    | نروژ                           | 1–0                            | ۳–۰                            | دوستانه                                          |
| ۱۰.                            | ۳۰ ژوئن ۲۰۱۱                   | فرانکفورت، آلمان                 | نیجریه                         | 1–0                            | ۱–۰                            | جام جهانی فوتبال زنان ۲۰۱۱                       |
| 11.                            | ۱۹ نوامبر ۲۰۱۱                 | ویسبادن، آلمان                   | قزاقستان                       | 7–0                            | 17–0                           | انتخابی مسابقات زنان جام یوفا ۲۰۱۳               |
| ۱۲.                            | ۱۹ نوامبر ۲۰۱۱                 | ویسبادن، آلمان                   | قزاقستان                       | ۱۰–۰                           | 17–0                           | انتخابی مسابقات زنان جام یوفا ۲۰۱۳               |
| 13.                            | ۱۹ سپتامبر ۲۰۱۲                | دویسبورگ، آلمان                  | ترکیه                          | 3–0                            | ۱۰–۰                           | انتخابی مسابقات زنان جام یوفا ۲۰۱۳               |
| ۱۴.                            | ۲۹ ژوئن ۲۰۱۳                   | مونیخ، آلمان                     | ژاپن                           | 4–2                            | ۴–۲                            | بازی دوستانه                                     |
| 15.                            | ۲۱ ژوئیه ۲۰۱۳                  | وکفو، سوئد                       | ایتالیا                        | 1–0                            | ۱–۰                            | مسابقات زنان جام یوفا ۲۰۱۳                       |
| ۱۶.                            | ۲۶ اکتبر ۲۰۱۳                  | کپر، اسلوونی                     | اسلوونی                        | 7–0                            | ۱۳–۰                           | مسابقات انتخابی جام جهانی فوتبال زنان ۲۰۱۵(یوفا) |
| ۱۷.                            | ۱۰ مارس ۲۰۱۴                   | آلبوفیرا، پرتغال                 | نروژ                           | 2–1                            | ۳–۱                            | جام آلگاروه ۲۰۱۵                                 |
| ۱۸.                            | ۵ آوریل ۲۰۱۴                   | دوبلین، ایرلند                   | جمهوری ایرلند                  | 1–1                            | ۳–۲                            | مسابقات انتخابی جام جهانی فوتبال زنان ۲۰۱۵       |
| ۱۹.                            | ۸ مه ۲۰۱۴                      | اسنابروک، آلمان                  | اسلواکی                        | 8–0                            | ۹–۱                            | مسابقات انتخابی جام جهانی فوتبال زنان ۲۰۱۵       |
| ۲۰.                            | ۱۹ ژوئن ۲۰۱۴                   | ونکوور، کانادا                   | کانادا                         | 2–1                            | ۲–۱                            | دوستانه                                          |
| ۲۱.                            | ۱۳ سپتامبر ۲۰۱۴                | مسکو، روسیه                      | روسیه                          | 1–0                            | ۴–۱                            | مسابقات انتخابی جام جهانی فوتبال زنان ۲۰۱۵       |
| ۲۲.                            | ۴ مارس ۲۰۱۵                    | ویلا رئال دسانتو آنتونیو، پرتغال | سوئد                           | 2–0                            | ۲–۴                            | جام آلگاروه ۲۰۱۵                                 |
| ۲۳.                            | ۸ آوریل ۲۰۱۵                   | فورت، آلمان                      | برزیل                          | 2–0                            | ۴–۰                            | دوستانه                                          |
| ۲۴.                            | ۲۷ مه ۲۰۱۵                     | بدان، سوئیس                      | سوئیس                          | 1–1                            | ۳–۱                            | دوستانه                                          |
| ۲۵.                            | ۷ ژوئن ۲۰۱۵                    | اتاوا، کانادا                    | ساحل عاج                       | 7–0                            | ۱۰–۰                           | جام جهانی فوتبال زنان ۲۰۱۵                       |

Source:

## زندگی شخصی
زیمون لاودر در شهر رگنسبورگ بایرن آلمان به دنیا آمد. او دختر یک مادر رومانیایی به نام دوینا است و پدرش نیز با نام هوبرت اهل کشور آلمان است.

## افتخارات

### باشگاهی
اف سی آر ۲۰۰۱ دویسبورگ
- جام حذفی فوتبال آلمان:قهرمان فصلهای ۹–۲۰۰۸، ۱۰–۲۰۰۹ و نایب قهرمان ۷–۲۰۰۶
- لیگ قهرمانان اروپا: قهرمان فصل ۹–۲۰۰۸

### بین‌المللی
- جام جهانی فوتبال زنان:قهرمان سال ۲۰۰۷
- مسابقات زنان جام یوفا:قهرمان سال ۲۰۰۹ و ۲۰۱۳
- بازی‌های المپیک تابستانی:مدال برنز سال ۲۰۰۸
- جام جهانی فوتبال زنان زیر ۲۰ سال:نایب قهرمان سال ۲۰۰۴

### انفرادی
- برگ بوی نقره‌ای:سال ۲۰۰۷
- گل ماه:سپتامبر ۲۰۰۷

جام جهانی فوتبال زنان زیر ۲۰ سال:تیم ستارگان جهان سال ۲۰۰۴